# کوسکوس وایجیو
کوسکوس وایجیو (نام علمی: Spilocuscus papuensis) نام یک گونه از سرده کوسکوس‌های خال‌دار است.